# Harry Tanfield
Harry Tanfield (Great Ayton, 17 novembre 1994) è un ciclista su strada e pistard britannico che corre per la Ribble Outliers. Attivo dal 2015 in formazioni UCI, nel 2018 ha vinto una tappa al Tour de Yorkshire.

## Palmarès

### Strada
- 2015 (JLT Condor)

Chepstow Grand Prix
7ª tappa Tour of Poyang Lake
- 2017 (BIKE Channel Canyon)

1ª tappa Tour of Quanzhou Bay (Huian > Jinjiang)
- 2018 (Canyon Eisberg, una vittoria)

1ª tappa Tour de Yorkshire (Beverley > Doncaster)

#### Altri successi
- 2023 (TDT - Unibet Cycling Team)

Heusden Koers
- 2024 (Saint Piran)

Wielerronde van Kwintsheul

### Pista
- 2017

Track Cycling Challenge, Inseguimento a squadre (Grenchen, con Daniel Bigham, Charlie Tanfield e Jonathan Wale)
- 2018

5ª prova Coppa del mondo 2017-2018, Inseguimento a squadre (Minsk, con Daniel Bigham, Charlie Tanfield e Jonathan Wale)
Campionati britannici, Inseguimento individuale
Track Cycling Challenge, Inseguimento a squadre (Grenchen, con John Archibald, Daniel Bigham e Jonathan Wale)

## Piazzamenti

### Grandi Giri
- Vuelta a España

2020: ritirato (15ª tappa)

### Competizioni mondiali
- Campionati del mondo su strada

Yorkshire 2019 - Staffetta mista: 3º

### Competizioni europee
- Campionati europei su strada

Goes 2012 - In linea Junior: ritirato
Glasgow 2018 - Cronometro Under-23: 16º